# Zdeněk Pýcha
Zdeněk Pýcha (29. května 1926, Praha – 11. května 2020) byl československý hokejový obránce.

## Hráčská kariéra
Jako reprezentant se zúčastnil olympiády v roce 1952, kde Československo skončilo na 4. místě. V reprezentačním dresu odehrál celkem 5 zápasů. V lize hrál za HC Sparta Praha (1949/1950) a ATK Praha (1950-1956).